# Vrhovac
 Vrhovac  falu Horvátországban, a Károlyváros megyében. Közigazgatásilag Ozalyhoz tartozik.

## Fekvése
Károlyvárostól 18 km-re északnyugatra, községközpontjától 3 km-re északra fekszik.

## Története
Vrhovac plébániáját már a 14. században említik. A mai plébániatemplomot 1756-ban építették.
A falunak 1857-ben 275, 1910-ben 477 lakosa volt. A trianoni békeszerződésig Zágráb vármegye Jaskai járásához tartozott. 2011-ben 356 lakosa volt.

## Lakosság
| Lakosság változása | Lakosság változása | Lakosság változása | Lakosság változása | Lakosság változása | Lakosság változása | Lakosság változása | Lakosság változása | Lakosság változása | Lakosság változása | Lakosság változása | Lakosság változása | Lakosság változása | Lakosság változása | Lakosság változása | Lakosság változása |
| ------------------ | ------------------ | ------------------ | ------------------ | ------------------ | ------------------ | ------------------ | ------------------ | ------------------ | ------------------ | ------------------ | ------------------ | ------------------ | ------------------ | ------------------ | ------------------ |
| 1857               | 1869               | 1880               | 1890               | 1900               | 1910               | 1921               | 1931               | 1948               | 1953               | 1961               | 1971               | 1981               | 1991               | 2001               | 2011               |
| 275                | 367                | 378                | 377                | 458                | 477                | 430                | 490                | 491                | 530                | 480                | 424                | 419                | 478                | 372                | 356                |

## Nevezetességei
- Szent Kozma és Damján vértanúk tiszteletére szentelt plébániatemploma[4] középkori alapokon 1756-ban épült barokk stílusban. A templom szentélye sokszögzáródású, hozzá jobbról csatlakozik a sekrestye. Harangtornya a  homlokzat felett emelkedik, barokk toronysisak fedi. A homlokzat elé utólag előteret építettek, itt van a templom bejárata. Oltárai, szószéke, orgonája és szobrai a 17. – 18. században készültek. Berendezéséből kiemelkedik az 1660 körül készült domborzatos ábrázolással készített Háromkirályok-oltár.
- A Prepelić-kastély kora barokk épület, a Fodrózy család tulajdonában volt.

## Híres emberek
Itt született 1873. augusztus 16-án Đuro Körbler klasszikafilológus, irodalomtörténész, egyetemi tanár, a Zágrábi Egyetem rektora.